# ترال (تگزاس)
ترال، تگزاس (به انگلیسی: Thrall, Texas) یک شهر در ایالات متحده آمریکا با جمعیت ۷۱۲ نفر است که در شهرستان ویلیامسون واقع شده‌است.

## موقعیت جغرافیایی
موقعیت جغرافیایی شهرها و مناطق اطراف به شرح زیر است: